# Нормально разомкнутые контакты

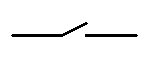
Общее обозначение нормально разомкнутого контакта на электрических принципиальных схемах

Изображение электромагнитного реле на электрических принципиальных схемах с 4 нормально разомкнутыми контактами (выводы 1, 2; 3, 4; 5, 6; 23, 24) и одним нормально замкнутым контактом (выводы 11, 12)

Норма́льно разо́мкнутые конта́кты (аббревиатуры НО или Н. О. англ. N.O. — normal open) — термин, характеризующий конструкцию контактов реле, кнопок и других переключающих электрических коммутационных устройств, которые имеют два несимметричных состояния.
Одно состояние — пассивное, другое — активное. Например, для кнопки пассивное состояние — ненажатое, а активное — нажатое, для реле пассивное состояние — при обесточенной обмотке, а активное — при поданном на обмотку токе. Нормально разомкнутые контакты разомкнуты в пассивном состоянии и замкнуты в активном.

## В электротехнике
Нормально разомкнутые контакты — такая конструкция устройства, которая в пассивном состоянии имеет разомкнутые контакты, а в активном — замкнутые.

## В программировании
Нормально разомкнутый контакт используется также как метафора языка программирования релейно-контактной логики для программируемых логических контроллеров. В этом случае каждому контакту назначается логическая переменная, эквивалентная активному или пассивному состоянию, при значении этой переменной {\displaystyle false} (пассивное состояние), контакты считаются разомкнутыми, а при значении переменной {\displaystyle true} (активное состояние), контакты замкнуты. Изображение нормально разомкнутых контактов в программе:
─┤ ├─